# 哈里斯維爾 (新罕布什爾州)
哈里斯維爾（英語：Harrisville）是一個位於美國新罕布什爾州切希爾縣的鎮。

## 人口
根據2020年美國人口普查的數據，哈里斯維爾的面積為52.40平方千米，當中陸地面積為48.30平方千米，而水域面積為4.10平方千米。當地共有人口984人，而人口密度為每平方千米19人。